# Theridiosoma dissimulatum
Espèce
Theridiosoma dissimulatum est une espèce d'araignées aranéomorphes de la famille des Theridiosomatidae.

## Distribution
Cette espèce est endémique de l'archipel Nansei au Japon,. Elle se rencontre sur Amami Ō-shima, Okinawa-jima, Ishigaki-jima et Iriomote-jima.

## Description
Le mâle holotype mesure 1,13 mm et la femelle paratype 2,10 mm.

## Publication originale
- Suzuki, Serita & Hiramatsu, 2020 : « Japanese spiders of the genus Theridiosoma (Araneae: Theridiosomatidae) with the description of four new species. » Acta Arachnologica, vol. 69, no 2, p. 133-150 (texte intégral).